# طوبلي
طوبلي بلدة صومالية تقع على الحدود الصومالية الكينية. تشهد توترا وحروبا متقطعة هذه الأيام (2011).

## أحداث أبريل 2011
تعرضت يوم الجمعة 1 أبريل 2011 لتدمير واسع النطاق لم تشهده من قبل، دمر خلاله عشرات المرافق منها المستشفى ومركز اتصالات ومساكن، جراء قصف نفذته قوات الحكومة الصومالية خلال خمس ساعات من الأراضي الكينية بقذائف الهاون وراجمات الصواريخ، والمدفعية الثقيلة، في محاولة فاشلة للسيطرة على البلدة التي تتحكم بها حركة الشباب المجاهدين التي تمركز مقاتليها بحصون وخنادق. كما حلقت مروحيات عسكرية كينية فوق البلدة دون المشاركة في الهجوم.
تحولت البلدة إلى أشباح حيث فرّ سكانها قبل أسبوعين، يترددون عليها أحياناً لنقل المياه إلى أطفالهم المقيمين تحت الأشجار خارجها. تحاول قوات موالية للحكومة الصومالية والتي تلقت تدريبا عسكريا داخل الأراضي الكينية نزع مواقع إستراتيجية بمحافظة جوبا السفلى - كيسمايو من يد حركة الشباب المجاهدين. وترسل حركة الشباب هي الأخرى تعزيزات عسكرية متواصلة إلى الخطوط الأمامية لخوض معارك تصفها بالمصيرية والنهائية.
كانت المرة الأولى التي تسمح حكومة كينيا بدخول قوات صومالية عبر حدودها، في إطار تعاون عسكري جديد مع الحكومة الانتقالية الصومالية برئاسة شريف شيخ أحمد ضد حركة الشباب. وقد اقتصر الدور الكيني عقب انهيار الدولة الصومالية عام 1991 في المجال السياسي فقط، غير أن محللين صوماليين، يرون أن تغييرات طرأت في السياسة الخارجية الكينية تجاه الصومال تقوم على إبعاد حركة الشباب من المناطق الحدودية «حفظا لأمنها القومي» وهو ما قد يؤدي لتصادم مسلح بين الجانبين.

## مصدر
الجزيرة.نت: قصف يدمر بلدة حدودية صومالية - 2 أبريل 2011